# Erling Moe
Erling Moe (* 22. Juli 1970) ist ein norwegischer Fußballtrainer. Seit Januar 2025 gehört er als Assistent zum Trainerstab des türkischen Klubs Beşiktaş Istanbul.

## Sportlicher Werdegang
Moe bestritt seine aktive Karriere beim Amateurklub SK Træff, bei der er nach dem Ende seiner Spielerkarriere auf die Trainerbank wechselte. 2005 stieß er zu Molde FK, wo er einer der Assistenten von Reidar Vågnes und mindestens dessen Nachfolger Bo Johansson war. Später trainierte er für eine Halbserie zusammen mit Stig Arild Råket den Drittligisten Kristiansund BK, mit dem er 2011 als Tabellenzweiter den Aufstieg in die zweitklassige 1. Division nur knapp verpasste.
Später kehrte Moe als Assistent ins Trainerteam von Molde FK zurück. Im August 2015 übernahm er als Nachfolger von Tor Ole Skullerud das Amt des Cheftrainers, ehe ab Oktober Ole Gunnar Solskjær als Cheftrainer zum Klub zurückkehrte. Nachdem dieser im Dezember 2018 von Manchester United abgeworben wurde, rückte Moe zunächst interimistisch und ab Januar dauerhaft zum Cheftrainer auf. In der Eliteserien 2019 führte er die Mannschaft mit 14 Punkten Vorsprung auf Vizemeister FK Bodø/Glimt zum vierten Meistertitel der Vereinsgeschichte und in der UEFA Champions League 2020/21 durch die ersten drei Qualifikationsrunden, ehe sich in den Play-off-Spielen Ferencváros Budapest nach der Auswärtstorregel durchsetzte. Während der Klub in der heimischen Meisterschaft als Vizemeister erneut die Qualifikation für den Europapokal schaffte, überwinterte er in der UEFA Europa League 2020/21 als Gruppenzweiter mit nur zwei Niederlagen gegen das in allen Gruppenspielen siegreiche Team des FC Arsenal. Nachdem über die TSG 1899 Hoffenheim das Achtelfinale erreicht wurde, schied die Mannschaft nach einer 0:2-Auswärtsniederlage trotz eines 2:1-Rückspielsiegs gegen den FC Granada aus dem Bewerb aus. In der Spielzeit 2021 wurde er mit der Mannschaft wie im Vorjahr Vizemeister, durch einen 1:0-Endspielerfolg durch einen Treffer von Sivert Mannsverk gegen FK Bodø/Glimt im Pokalwettbewerb 2021 holte er jedoch einen weiteren Titel. Die Spielzeit 2022 dominierte das von ihm betreute Team und bereits am 26. Spieltag stand Molde FK frühzeitig als norwegischer Landesmeister fest. Während er im Pokalwettbewerb 2023 durch einen 1:0-Erfolg über FK Bodø/Glimt nochmals einen Titel gewann, landete er mit der Mannschaft in der Meisterschaft zweimal als Tabellenfünfter außerhalb der Europapokalplätze. Daraufhin entschied sich die Vereinsführung am 8. Dezember 2024 zur vorzeitigen Trennung.
Im Januar 2025 schloss sich Moe Beşiktaş Istanbul als Trainerassistent seines kurz zuvor verpflichteten Landsmanns Ole Gunnar Solskjær an.